# Worstelen op de Olympische Zomerspelen 1976
Worstelen is een van de sporten die beoefend werden tijdens de Olympische Zomerspelen 1976 in Montréal, Canada. 

## Heren

### Grieks-Romeins

#### licht vlieggewicht (tot 48 kg)
| rang   | sporter           | land |
| ------ | ----------------- | ---- |
| Goud   | Aleksej Sjoemakov | URS  |
| Zilver | Gheorghe Berceanu | ROU  |
| Brons  | Stefan Angelov    | BUL  |
| 4      | Yoshite Moriwaki  | JPN  |
| 5      | Dietmar Hinz      | GDR  |
| 6      | Mitchell Kawasaki | CAN  |
| 7      | Salih Bora        | TUR  |
| 8      | Michael Farina    | USA  |
| 8      | Khalil Rashid     | IRI  |

#### vlieggewicht (tot 52 kg)
| rang   | sporter             | land |
| ------ | ------------------- | ---- |
| Goud   | Vitali Konstantinov | URS  |
| Zilver | Nicu Gingă          | ROU  |
| Brons  | Koichiro Hirayama   | JPN  |
| 4      | Rolf Krauss         | FRG  |
| 5      | Lajos Rácz          | HUN  |
| 6      | Morad-Ali Shirani   | IRI  |
| 7      | Antonino Caltabiano | ITA  |
| 8      | Baek Seung-hyun     | KOR  |

#### bantamgewicht (tot 57 kg)
| rang   | sporter           | land |
| ------ | ----------------- | ---- |
| Goud   | Pertti Ukkola     | FIN  |
| Zilver | Ivan Frgić        | YUG  |
| Brons  | Farhat Moestafin  | URS  |
| 4      | Yoshima Suga      | JPN  |
| 5      | Mihai Boţilă      | ROU  |
| 6      | Krasimir Stefanov | BUL  |
| 7      | József Doncsecz   | HUN  |
| 8      | Josef Krysta      | TCH  |

#### vedergewicht (tot 62 kg)
| rang   | sporter            | land |
| ------ | ------------------ | ---- |
| Goud   | Kazimierz Lipień   | POL  |
| Zilver | Nelson Davidjan    | URS  |
| Brons  | László Réczi       | HUN  |
| 4      | Teruhiko Miyahara  | JPN  |
| 5      | Ion Păun           | ROU  |
| 6      | Pekka Hjelt        | FIN  |
| 7      | Stylianos Migiakis | GRE  |
| 8      | Stojan Lazarov     | BUL  |

#### lichtgewicht (tot 68 kg)
| rang   | sporter              | land |
| ------ | -------------------- | ---- |
| Goud   | Soeren Nalbandjan    | URS  |
| Zilver | Ştefan Rusu          | ROU  |
| Brons  | Heinz-Helmut Wehling | GDR  |
| 4      | Lars-Erik Skiöld     | SWE  |
| 5      | Andrzej Supron       | POL  |
| 6      | Manfred Schöndorfer  | FRG  |
| 7      | Erol Mutlu           | TUR  |
| 8      | Markku Yli-Isotalo   | FIN  |

#### weltergewicht (tot 74 kg)
| rang   | sporter              | land |
| ------ | -------------------- | ---- |
| Goud   | Anatoli Bykov        | URS  |
| Zilver | Vítězslav Mácha      | TCH  |
| Brons  | Karl-Heinz Helbing   | FRG  |
| 4      | Mikko Huhtala        | FIN  |
| 5      | Klaus-Dieter Göpfert | GDR  |
| 6      | Gheorghe Ciobotaru   | ROU  |
| 7      | Jan Karlsson         | SWE  |
| 8      | Petros Galaktopoulos | GRE  |

#### middengewicht (tot 82 kg)
| rang   | sporter               | land |
| ------ | --------------------- | ---- |
| Goud   | Momir Petković        | YUG  |
| Zilver | Vladimir Tsjeboksarov | URS  |
| Brons  | Ivan Kolev            | BUL  |
| 4      | Leif Andersson        | SWE  |
| 5      | Miroslav Janota       | TCH  |
| 6      | Kazuhiro Takanishi    | JPN  |
| 7      | Ion Enache            | ROU  |
| 8      | Adam Ostrowski        | POL  |

#### halfzwaargewicht (tot 90 kg)
| rang   | sporter            | land |
| ------ | ------------------ | ---- |
| Goud   | Valeri Rezantsev   | URS  |
| Zilver | Stojan Ivanov      | BUL  |
| Brons  | Czesław Kwieciński | POL  |
| 4      | Darko Nišavić      | YUG  |
| 5      | Frank Andersson    | SWE  |
| 6      | István Séllyei     | HUN  |
| 7      | James Johnson      | USA  |
| 7      | Sadao Sato         | JPN  |

#### zwaargewicht (tot 100 kg)
| rang   | sporter              | land |
| ------ | -------------------- | ---- |
| Goud   | Nikolai Balbosjin    | URS  |
| Zilver | Kamen Goranov        | BUL  |
| Brons  | Andrzej Skrzydlewski | POL  |
| 4      | Brad Rheingans       | USA  |
| 5      | Tore Hem             | NOR  |
| 6      | Heinz Schäfer        | FRG  |
| 7      | József Farkas        | HUN  |
| 7      | Nicolae Martinescu   | ROU  |

#### superzwaargewicht (boven 100 kg)
| rang   | sporter               | land |
| ------ | --------------------- | ---- |
| Goud   | Aleksandr Koltsjinski | URS  |
| Zilver | Aleksandr Tomov       | BUL  |
| Brons  | Roman Codreanu        | ROU  |
| 4      | Henryk Tomanek        | POL  |
| 5      | William Lee           | USA  |
| 6      | János Rovnyai         | HUN  |
| 7      | Richard Wolff         | FRG  |
| 7      | Einar Gundersen       | NOR  |

### Vrije stijl

#### licht vlieggewicht (tot 48 kg)
| rang   | sporter             | land |
| ------ | ------------------- | ---- |
| Goud   | Khassan Issajev     | BUL  |
| Zilver | Roman Dmitrijev     | URS  |
| Brons  | Akira Kudo          | JPN  |
| 4      | Gombo Khishigbaatar | MGL  |
| 5      | Kim Hwa-kyung       | KOR  |
| 6      | Li Yong Nam         | PRK  |
| 7      | Kuddusi Özdemir     | TUR  |
| 8      | Willi Heckmann      | FRG  |

#### vlieggewicht (tot 52 kg)
| rang   | sporter          | land |
| ------ | ---------------- | ---- |
| Goud   | Yuji Takada      | JPN  |
| Zilver | Aleksandr Ivanov | URS  |
| Brons  | Jeon Hae-sup     | KOR  |
| 4      | Henrik Gál       | HUN  |
| 5      | Nermedin Selimov | BUL  |
| 6      | Władyslaw Stecyk | POL  |
| 7      | Li Bong Sun      | PRK  |
| 8      | EIoy Abreu       | CUB  |

#### bantamgewicht (tot 57 kg)
| rang   | sporter                | land |
| ------ | ---------------------- | ---- |
| Goud   | Vladimir Joemin        | URS  |
| Zilver | Hans-Dieter Brüchert   | GDR  |
| Brons  | Masao Arai             | JPN  |
| 4      | Mikho Doekov           | BUL  |
| 5      | Ramezan Kheder         | IRI  |
| 6      | Migd Khoilogdorj       | MGL  |
| 7      | Giorgos Hatziioannidis | GRE  |
| 8      | Zbigniew Żedzicki      | POL  |

#### vedergewicht (tot 62 kg)
| rang   | sporter                     | land |
| ------ | --------------------------- | ---- |
| Goud   | Yang Jung-mo                | KOR  |
| Zilver | Zeveg Oidov                 | MGL  |
| Brons  | Gene Davis                  | USA  |
| 4      | Muhamad Farahvashi-Fashandi | IRI  |
| 5      | Ivan Jankov                 | BUL  |
| 6      | Sergej Timofejev            | URS  |
| 7      | Kenkichi Maekawa            | JPN  |
| 8      | Helmut Strumpf              | GDR  |

#### lichtgewicht (tot 68 kg)
| rang   | sporter                | land |
| ------ | ---------------------- | ---- |
| Goud   | Pavel Pinigin          | URS  |
| Zilver | Lloyd Keaser           | USA  |
| Brons  | Yasaburo Sugawara      | JPN  |
| 4      | Dontsjo Jekov          | BUL  |
| 5      | José Ramos             | CUB  |
| 6      | Tsedendamba Natsagdorj | MGL  |
| 7      | Rami Miron             | ISR  |
| 8      | Eberhard Probst        | GDR  |

#### weltergewicht (tot 74 kg)
| rang   | sporter              | land |
| ------ | -------------------- | ---- |
| Goud   | Jiichiro Date        | JPN  |
| Zilver | Mansour Barzegar     | IRI  |
| Brons  | Stanley Dziedzic     | USA  |
| 4      | Roeslan Asjoeralijev | URS  |
| 5      | Marin Pîrcălabu      | ROU  |
| 6      | Fred Hempel          | GDR  |
| 7      | Jarmo Övermark       | FIN  |
| 8      | Kiro Ristov          | YUG  |

#### middengewicht (tot 82 kg)
| rang   | sporter           | land |
| ------ | ----------------- | ---- |
| Goud   | John Peterson     | USA  |
| Zilver | Viktor Novozjilov | URS  |
| Brons  | AdoIf Seger       | FRG  |
| 4      | Mehmet Uzun       | TUR  |
| 5      | Ismail Abilov     | BUL  |
| 6      | Henryk Mazur      | POL  |
| 7      | István Kovács     | HUN  |
| 8      | Masaru Motegi     | JPN  |

#### halfzwaargewicht (tot 90 kg)
| rang   | sporter            | land |
| ------ | ------------------ | ---- |
| Goud   | Levan Tediasjvili  | URS  |
| Zilver | Benjamin Peterson  | USA  |
| Brons  | Stelică Morcov     | ROU  |
| 4      | Horst Stottmeister | GDR  |
| 5      | Terry Paice        | CAN  |
| 6      | Paweł Kurczewski   | POL  |
| 7      | Frank Andersson    | SWE  |
| 8      | Barbaro Morgan     | CUB  |

#### zwaargewicht (tot 100 kg)
| rang   | sporter            | land |
| ------ | ------------------ | ---- |
| Goud   | Ivan Jarygin       | URS  |
| Zilver | Russell Hellickson | USA  |
| Brons  | Dimo Kostov        | BUL  |
| 4      | Petr Drozda        | TCH  |
| 5      | Khorloo Baianmonkh | MGL  |
| 6      | Kazuo Shimizu      | JPN  |
| 7      | Hans-Peter Stratz  | FRG  |
| 8      | Daniel Vernik      | ARG  |

#### superzwaargewicht (boven 100 kg)
| rang   | sporter         | land |
| ------ | --------------- | ---- |
| Goud   | Soslan Andijev  | URS  |
| Zilver | József Balla    | HUN  |
| Brons  | Ladislau Simon  | ROU  |
| 4      | Roland Gehrke   | GDR  |
| 5      | Nikola Dinev    | BUL  |
| 6      | Yorihide Isogai | JPN  |
| 7      | Eskandar Filabi | IRI  |
| 8      | Mamadou Sakho   | SEN  |

## Medaillespiegel
| rang   | land                     | goud | zilver | brons | totaal |
| ------ | ------------------------ | ---- | ------ | ----- | ------ |
| 1      | Sovjet-Unie              | 12   | 5      | 1     | 18     |
| 2      | Japan                    | 2    | 0      | 4     | 6      |
| 3      | Bulgarije                | 1    | 3      | 3     | 7      |
| 4      | Verenigde Staten         | 1    | 3      | 2     | 6      |
| 5      | Joegoslavië              | 1    | 1      | 0     | 2      |
| 6      | Polen                    | 1    | 0      | 2     | 3      |
| 7      | Zuid-Korea               | 1    | 0      | 1     | 2      |
| 8      | Finland                  | 1    | 0      | 0     | 1      |
| 9      | Roemenië                 | 0    | 3      | 3     | 6      |
| 10     | Hongarije                | 0    | 1      | 1     | 2      |
| 10     | DDR                      | 0    | 1      | 1     | 2      |
| 12     | Iran                     | 0    | 1      | 0     | 1      |
| 12     | Mongolië                 | 0    | 1      | 0     | 1      |
| 12     | Tsjecho-Slowakije        | 0    | 1      | 0     | 1      |
| 15     | Bondsrepubliek Duitsland | 0    | 0      | 2     | 2      |
| totaal | totaal                   | 20   | 20     | 20    | 60     |